# خايباخ
خايباخ (بالشيشانية: Хьайбаха)‏ (بالروسية: Хайбах)‏ وقد تُكتب أحيانًا كايباخ هي قرية غير سكنية تقعُ في مقاطعة غالانوتشوجسكي بالشيشان.

## الوضع الإداري والبلدي
على مستوى البلديات؛ دُمجت قرية خايباخ في مقاطعة جالانوشيجسكي. حتى عام 1944؛ كانت القرية هي المركز الإداري لمدينة خيباخويسكوي الريفية؛ لكنها الآن صارت منطقة ريفية نائية ولا وجود للسُكَّان بها.

## الموقع

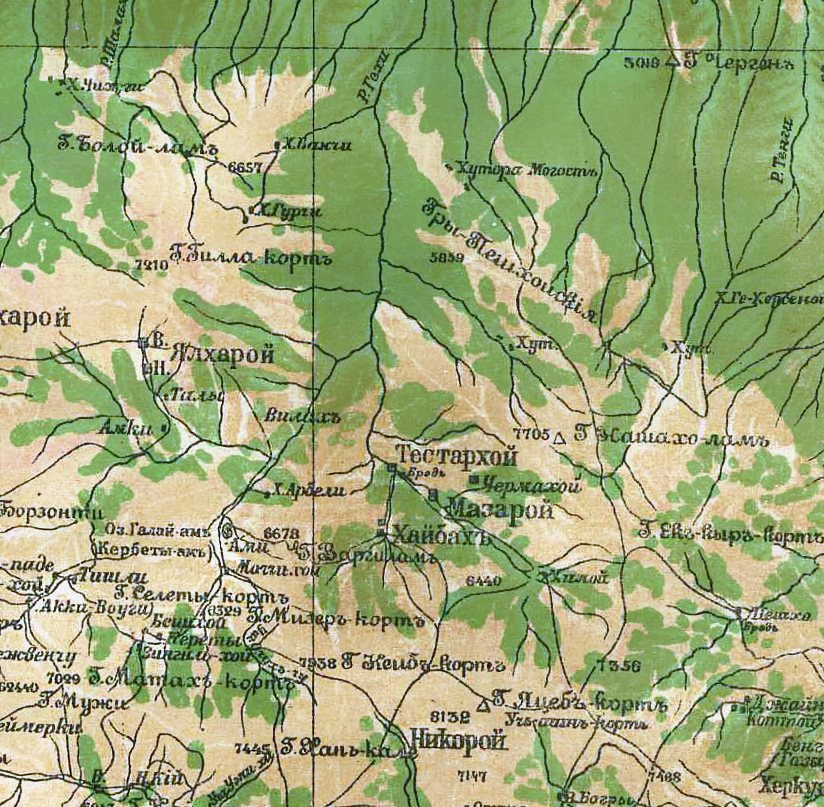
قرية خايباخ في الوسطِ السفلي من الخريطة

تقعُ خايباخ في وسط شرق مقاطعة جالانشوزيسكي على الضِّفةِ اليُسرى لنهر جيخي. تقعُ القرية على بُعد 5 كيلومتر (3.1 ميل) شرق جالاناشوز وعلى بُعد 56 كيلومتر (35 ميل) جنوب غرب غروزني. أقربُ المستوطنات إلى خايباخ هي يالكهوروي في الشمال الغربي؛ وجالانتشوز في الغرب وشارخا في الشرق.

## التاريخ

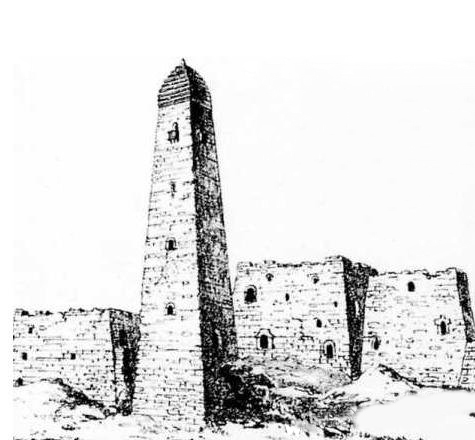
بُرج تيب في خايباخ عام 1888

على مدخل برج تيب في القرية؛ يوجدُ نقوش تعودُ لما قبل التاريخ تُجسِّد على ما يبدو يد إنسانٍ ما. كانت هناك خطة في عام 1990 لبناءِ نصبٍ تذكاري كبيرٍ لضحايا مجزرة خايباخ مع وضعِ صندوقٍ خاصٍ لجمع الأموال؛ ومع ذلك فقد تعطَّل تنفيذ الفكرة بسببِ الحربين الأول والثانية في الشيشان قبل أن يُنسى المشروع ما تسبَّبَ في عدمِ تشييد النصب التذكاري حينها.
بحلول عام 2008؛ وصفَ رمضان قديروف المؤلِّف الشيشاني ستيبان كاشوركا بأنه «بطل» وقال: «لقد كتبَ في كتابه الحقيقة حول المصير المأساوي لقرية خايباخ الجبلية.» ونتيجةً لذلك تمَّ تخصيص 200,000 روبل في صندوقِ أحمد قاديروف لبناء نصبٍ تذكاري جديد. بعدها بـ 11 سنة؛ والضبطِ في بداية عام 2019؛ سُمِّيت خايباخ كواحدةٍ من أول 7 مستوطنات في منطقة جالانشوزسكي سيتمُّ إعادة بنائها من أجل إعادة التوطين في المنطقة.

### مجزرة خايباخ
في 27 شُبَاط/فبراير 1944؛ وقع سكان قرية خايباخ ضحيةً للإبادة الجماعية حينما جرى ترحيلُ الشعب الشيشاني والإنجوشي على أيدي القوات السوفيتية. في ذلك اليوم كان الثلج يتساقط فأخبرتِ القوات السوفيتية السكان في خايباخ والقرى المجاورة أن بإمكانهم الوصول إلى مستوطنة خايباخ للاحتماءِ فيها ثم أنشئت لهم طريقًا سالكًا لتسهيل الوصول لها. نتيجةً لذلك؛ اجتمعَ أزيد من 700 شخص في أحدِ إسطبلات المدينة قبل أن تقومَ القوات السوفيتية بإضرامِ النيران فيه ما تسبَّب في حرق العشرات من المدنيين ثم استهدفَ الجنود السوفييت من جديد كل من نجى من المجزرة عبر إطلاقِ النيرانِ عليه مباشرة.

## الآثار
اعتبارًا من عام 2019؛ لا تزالُ العديد من المباني قائمةً في خايباخ بما في ذلك برج تيب وهو برجٌ عسكري مكوّن من بُرجين سكنيين سابقين ومسجدٌ تمَّ بناؤه حديثًا. بسببِ التدريبات العسكرية الروسية في المنطقة المحيطة بخايبخ بين عامي 2005 و2007؛ لحق ببرجِ تيب دمارٌ جزئي ونتيجةً لذلك بقي النصف السفلي فقط من الهيكل قائمًا حتى تمَّ ترميمه بالكامل في تشرين الثاني/نوفمبر 2019.

## وسائل الإعلام
تمَّ تصوير المجزة في القرية في فيلمٍ بعنوان «أَمْرٌ بِالنِّسْيَانِ»؛ ومع ذلك فقد حُظر هذا الفيلم في روسيا بسبب ما اعتُبر «أدلة غير كافية» لإثباتِ ما حصل المذبحة علمًا أنَّ الحكومة الروسية تنفي حصول هذا الحدث على الإطلاق.